# Pulchicupes jiensis
Pulchicupes jiensis is een keversoort uit de familie Cupedidae. De wetenschappelijke naam van de soort is voor het eerst geldig gepubliceerd in 1995 door Ren.